# Chia (thực vật)
Salvia hispanica là một loài thực vật có hoa trong họ Hoa môi, cùng loại với các loại thảo mộc dùng làm gia vị như loại húng quế (basil), bạc hà (mint). Loài này được L. miêu tả khoa học đầu tiên năm 1753.. Tên thông thường của loài này là chia, có gốc từ tiếng Nahuatl chian, có nghĩa là "chứa dầu". Cây cho loại hạt rất giàu dinh dưỡng và thường được sử dụng trong thực dưỡng. Hạt chia có các đốm màu nâu, xám, đen và trắng.

## Dinh dưỡng
Hạt chia có nguồn acid béo thiết yếu Omega-3 vượt trội, hàm lượng Natri thấp, hàm lượng protein, chất béo, chất xơ và chất chống oxy hóa cao. Hạt có hàm lượng đạm 19-23%, nguồn vitamin B dồi dào, calci cao gấp 6 lần sữa, chất xơ cao gấp 1,6 lần lúa mạch, nồng độ lipid trong hạt cũng rất cao.

### Tác dụng lượng chất xơ trong Hạt chia
Hạt chia có chứa 40% trọng lượng là chất xơ, khiến chúng trở thành nguồn chất xơ tốt nhất trên thế giới.
- Giảm cân vì thực phẩm giàu chất xơ giúp con người cảm thấy no lâu hơn và chúng thường chứa ít calo hơn. Tăng lượng chất xơ và chế độ ăn nhiều chất xơ đã được chứng minh là giúp giảm cân.
- Điều trị chứng diverticulosis nhờ chất xơ làm giảm tỷ lệ bùng phát của bệnh viêm ruột thừa bằng cách hấp thụ nước trong ruột kết và giúp đi tiêu dễ dàng hơn.
- Bệnh tim mạch tăng lượng chất xơ đã làm giảm huyết áp và cholesterol.
- Bệnh tiểu đường: hạt Chia có thể có khả năng chuyển đổi đường glucose thành một loại carbohydrate giải phóng chậm.
- Tiêu hóa giải độc: nhờ chất xơ ngăn ngừa táo bón, tăng cường hệ tiêu hóa khỏe mạnh. Đi tiêu thường xuyên giúp cho việc bài tiết chất độc hàng ngày qua mật và phân.[3]

## Ứng dụng
Hạt chia được sử dụng rộng rãi trong ẩm thực dưỡng sinh, làm đẹp, giảm cân, chống lão hóa, và điều trị một số chứng bệnh.

## Hình ảnh

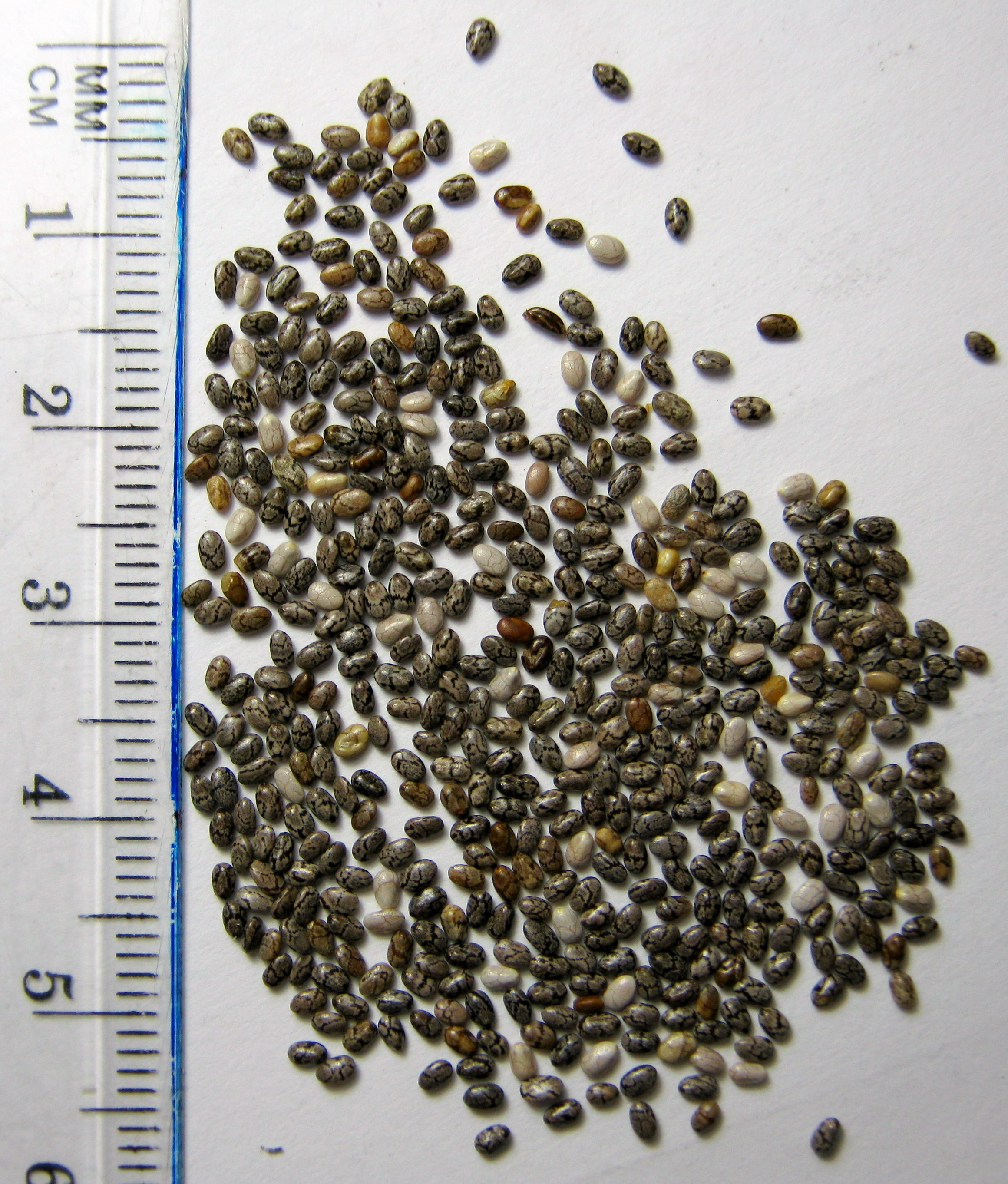
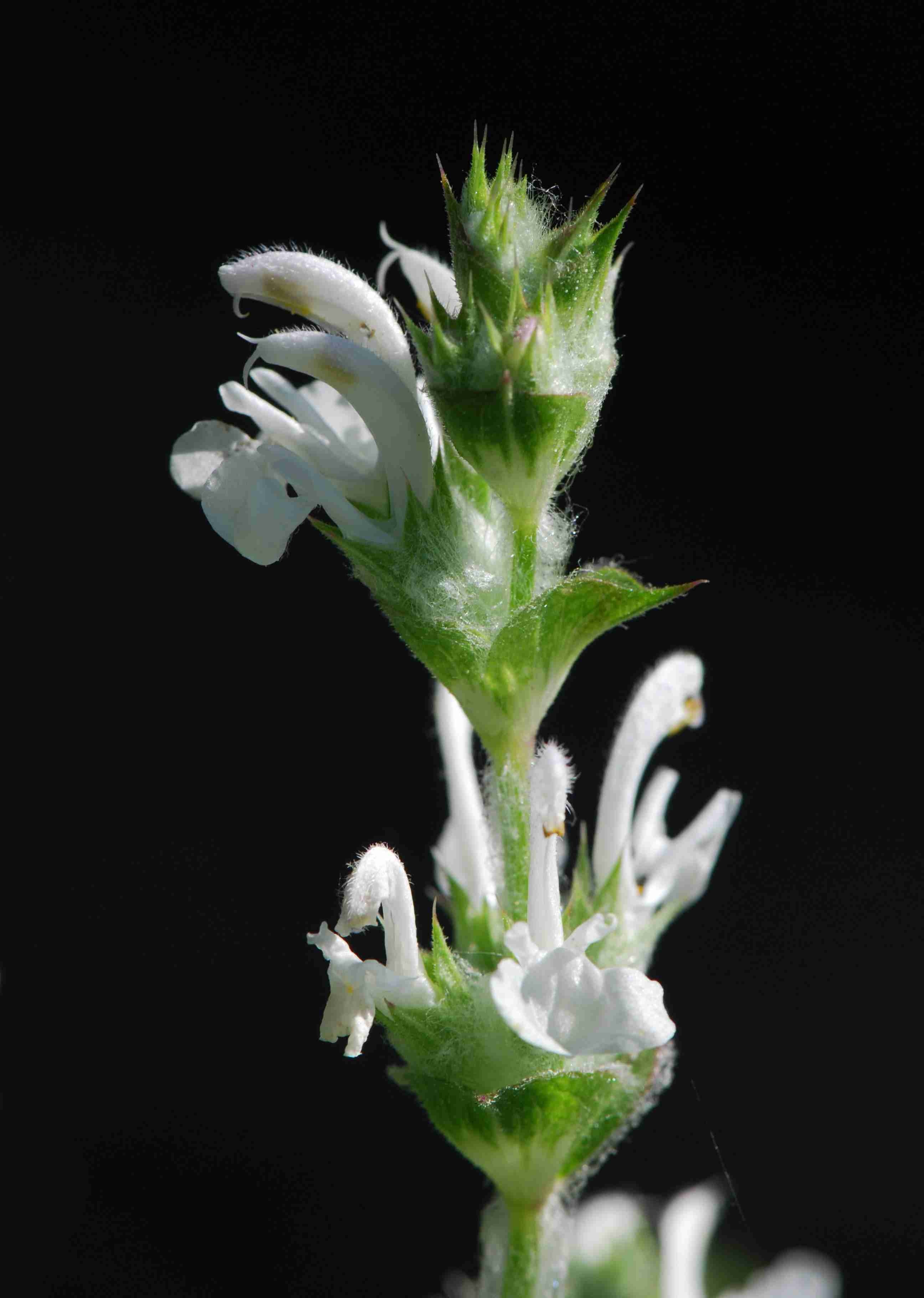
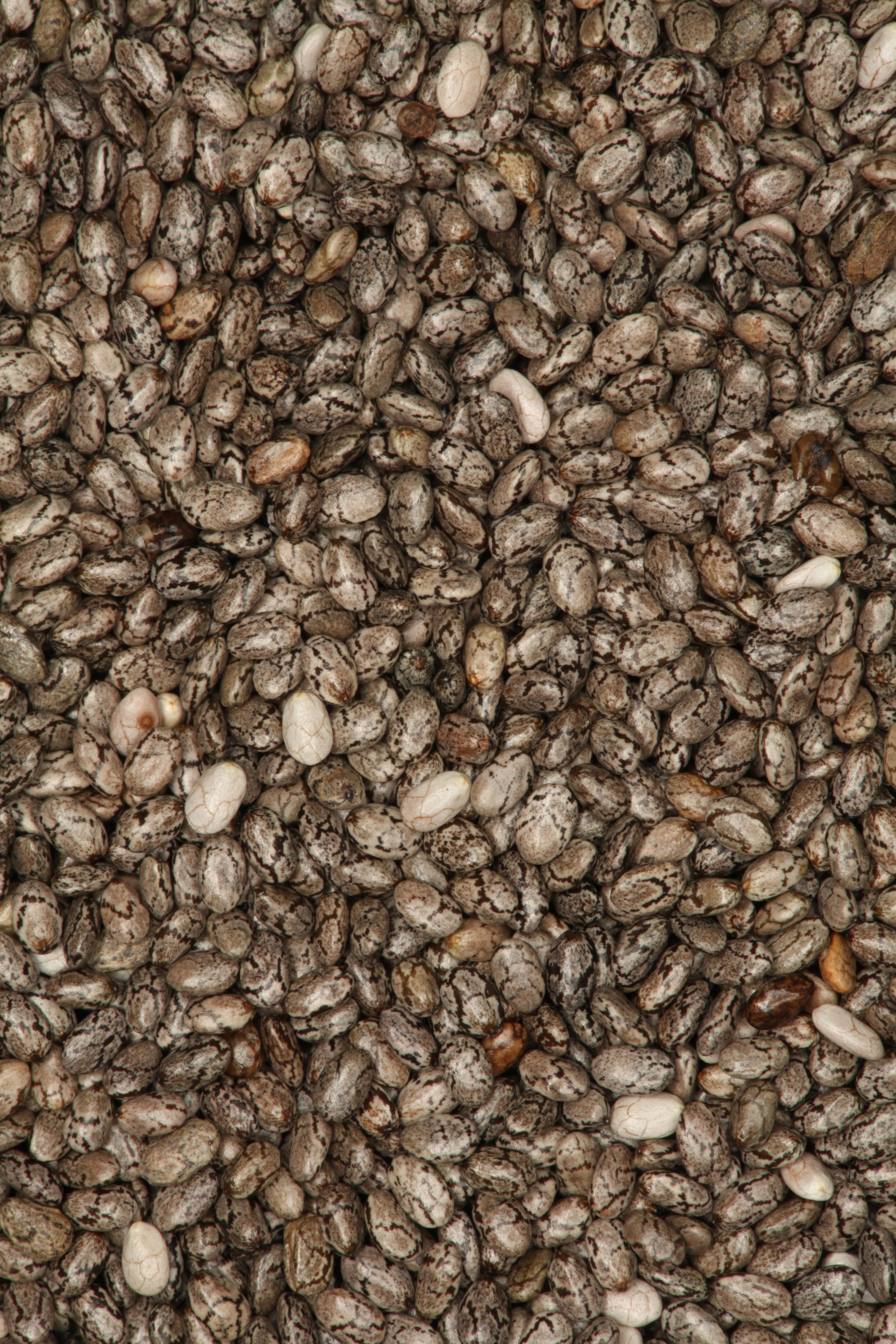
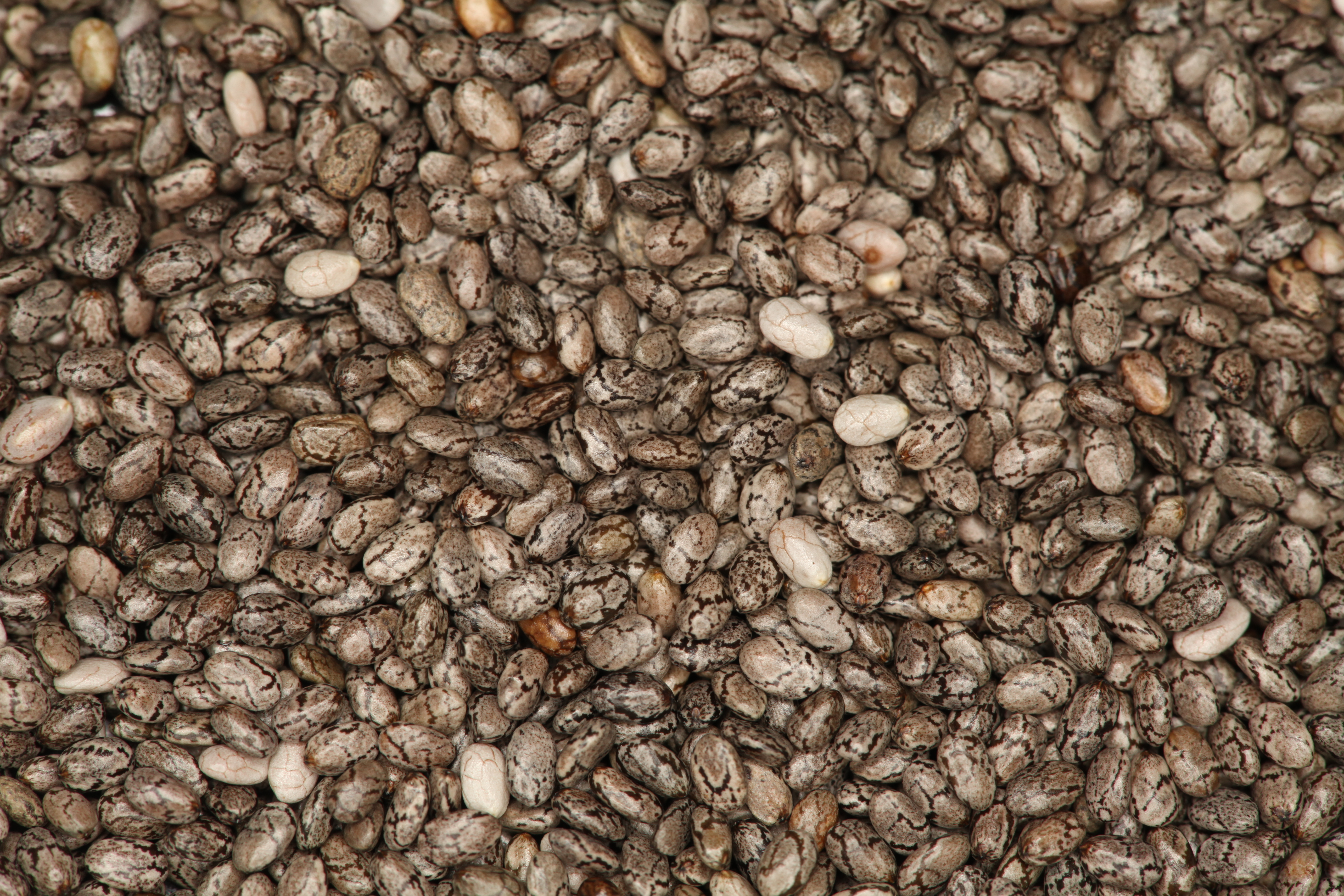